# Eutropis quadratilobus
Eutropis quadratilobus es una especie de escincomorfos de la familia Scincidae.

## Distribución geográfica yhábitat
Es endémica de Bután. Su rango altitudinal oscila alrededor de 450 m s. n. m..